# Antoine Grochulski
Antoine Grochulski (* 13. September 1938 in Czernice; † 31. Juli 2018 in Straßburg) war ein französischer Fußballspieler.

## Sportlicher Werdegang
Grochulski kam als Kind mit seiner Familie nach Batzendorf in die Nähe von Straßburg. Dort begann er seine Fußballerkarriere bei Racing Straßburg, wo er nach dem Abstieg in die Division 2 1957 seinen Durchbruch erlebte und als Teenager mit 20 Saisontoren in der Spielzeit 1957/58 vereinsintern bester Torschütze war. Als Tabellenvierter schaffte der Klub den direkten Wiederaufstieg, in der Spielzeit 1958/59 tug er mit 19 Saisontoren zum Klassenerhalt bei. Nach erneut zehn Toren in der ersten Hälfte der Spielzeit 1959/60 wechselte er vom im Abstiegskampf befindlichen Elsässer Klub zum Ligakonkurrenten UA Sedan-Torcy. Nach nur einer Halbserie schloss er sich im Sommer 1960 dem FC Nancy an. In der Spielzeit 1962/63 war er hier erneut mit 20 Saisontoren außergewöhnlich erfolgreich, da der Klub insgesamt nur 37 Saisontore erzielte und 28 Punkte holte, wurde der Klassenerhalt verpasst.
Grochulski verbrachte eine Spielzeit bei FC Toulouse, ehe er 1964 zum Zweitdivisionär Red Star Olympique weiterzog. Mit 22 Treffern wurde er in der Spielzeit 1964/65 Zweitligatorschützenkönig. Trotz Erstligaaufstiegs wechselte er innerhalb der Division 2 zu Stade Reims, wo er ebenso trotz Erstligaaufstieg nur eine Spielzeit verweilte. Beim FC Limoges verbrachte er ebenso noch eine Spielzeit in der zweiten Liga, ehe er nach 280 Spielen in den höchsten beiden Spielklassen Frankreichs 1967 in seine Heimatregion zurückkehrte und beim FC Mulhouse die Karriere ausklingen ließ.